# Sansevieria braunii
Espèce
Classification APG III (2009)
Sansevieria braunii, également appelée Dracaena testudinea, est une espèce de plantes de la famille des Liliaceae et du genre Sansevieria.

## Description
Plante succulente, Sansevieria braunii est une espèce de sansevières à feuilles de taille moyenne (50 à 70 cm de longueur et 7 à 11 cm de largeur), rigides, coriaces, lancéolées, de couleur verte avec quelques stries plus claires et des bords brun-rouge. Acaulescentes, elles poussent directement depuis le rhyzome. Les inflorescences simples et cylindriques mesurent 45 cm, avec un pédoncule rougeâtre et des fleurs blanches,.
L'espèce présente une possible confusion avec Sansevieria longistyla.

## Taxonomie
L'espèce est identifiée par les botanistes autrichiens Heinrich Gustav Adolf Engler et Kurt Krause en 1910.

## Distribution et habitat
L'espèce est originaire du sud de la Tanzanie et pousse dans les zones très ombragées des bois,.

## Synonymes
L'espèce présente un synonyme :
- Dracaena testudinea (Engler et K. Krause, 1910 ; Byng & Christenh., 2018)